# Euresis
Euresis (ou Heuresis) (en grec ancien ευρεσις) est une nymphe dans la mythologie grecque connue dans la littérature comme la gardienne ou la déesse de l'invention. 

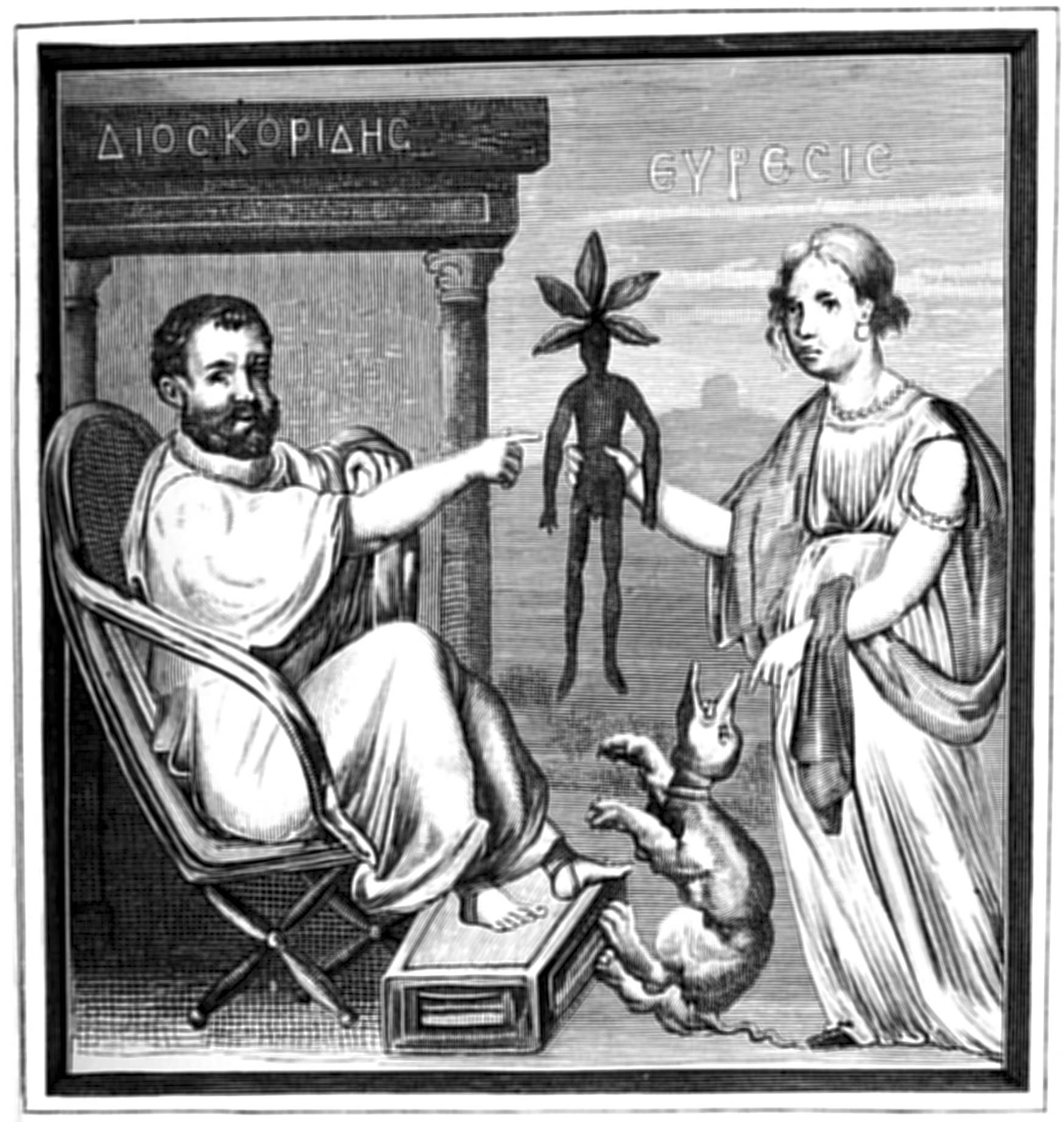

La seule illustration connue de Euresis se trouve dans Dioscoride de Vienne. Le grec Dioscoride, médecin militaire au service des empereurs romains Claudius et Néron est considéré comme le plus célèbre pharmacologue de l'antiquité. L'illustration montre le médecin barbu sur un élégant meuble d'assise qui tend son bras vers une plante, la mandragore donnée par Euresis, personnifiée comme une jeune femme avec aux pieds de l'homme  un chien noir mourant,